# Ivy Matsepe-Casaburri
Ivy Matsepe-Casaburri, född 18 september 1937 i Kroonstad, Fristatsprovinsen, död 6 april 2009 i Pretoria, var en sydafrikansk politiker. 
Matsepe-Casaburri var Sydafrikas kommunikationsminister från 1999 till sin död. Hon var också tillförordnad president efter Thabo Mbeki, från 24:e till 25 september 2008.